# (26591) Robertreeves
(26591) Robertreeves est un astéroïde de la ceinture principale.

## Description
(26591) Robertreeves est un astéroïde de la ceinture principale. Il fut découvert le 2 mars 2000 aux Monts Santa Catalina par Richard Erik Hill. Il présente une orbite caractérisée par un demi-grand axe de 2,53 UA, une excentricité de 0,13 et une inclinaison de 2,7° par rapport à l'écliptique.

## Compléments